# Tmavomodrý svět
Tmavomodrý svět je píseň Jaroslava Ježka, Jiřího Voskovce a Jana Wericha z roku 1929. Jedná se o první společné blues této trojice. Původně bylo složeno pro užití ve skeči Babylon, později bylo zařazeno ve sborové úpravě do revue Ostrov Dynamit. Skladba byla vytvořena v Brně v Divadle na výstavišti, kde v té době V&W hráli na zájezdovém turné, při posezení v tamní kavárně.
Jiří Voskovec o vzniku skladby ve svých vzpomínkách píše: „…jednoho májového odpoledne v Brně jsme všichni tři vespolek míchali tóny se slovy, až jsme rukou společnou a nerozdílnou zhotovili nejmodřejší ze všech svých blues: Tmavomodrý svět.“
Z vyprávění Jana Wericha: „Ježek se stal v devětadvacátém roce hudebním šéfem v Osvobozeném. To byla naše třetí sezóna a jedna za nejtěžších. Byla ukrutná zima. Hráli jsme v Adrii, kde se netopilo. Lidé seděli v kabátech, někdy se obecenstvo vešlo do prvních dvou řad. Napsali jsme za tu sezónu několik her, a žádná nezabrala. Nakonec jsme se oba roznemohli, pak půl orchestru dalo výpověď. Tehdy jsme angažovali Ježka, který nám předtím složil už několik písniček. Byli jsme po uši v dluzích a nezbývalo než odjet z Prahy a zkusit štěstí na zájezdovém turné. A zachránilo nás tenkrát Brno, kde zabrala Vestpoketka. Ježek jel s námi – byl skladatelem, aranžérem, kapelníkem a taky uměleckým šéfem orchestru, který měl jen šest členů, takže v něm musel hrát ještě na piáno.
Tenkrát v Brně jsme, myslím, napsali Tmavomodrý svět. V Divadle na výstavišti. Seděli jsme tam, bylo odpoledne a my potřebovali rychle hudbu do jednoho skeče. Chtěli jsme, aby to bylo blues, a nutili jsme Ježka, aby napřed složil melodii a my že pak uděláme slova. Ježek se zlobil a říkal: ,Aspoň první řádku kdybyste si vymysleli, volové, ať se mám čeho chytit.‘ Plácali jsme, co nám přišlo na jazyk. Až taky někdo navrhnul: ,Netoliko, že je tma, ale nevidím.‘
To se mu zalíbilo. Bručel si to a najednou z něj vylítla melodie. ,Volové, teď to to musíme opakovat,‘ naléhal, ,zase dvanáct stop.‘ A už skládal pokračování, při kterém nás napadlo: ,Vím, že je tu všude tma, já ji nevidím…‘ A za chvíli byla ta písnička hotová. “   
Skladba prakticky vystihuje Ježkův životní osud – téměř úplnou slepotu – byl schopen rozeznávat jen tmavé odstíny modré.
Úryvek z textu písně:

Tak kam se poděl můj doposud dokonalý zrak

Na všem leží neproniknutelný modrý mrak

Tmavomodrý mrak

## Odraz v kultuře
Píseň i její tvůrci jsou zmiňováni v písni Zdenka Svěráka a Jaroslava Uhlíře Vzpomínka na Ježka, kde také zazní úryvek ústřední melodie.
Píseň byla použita ve stejnojmenném filmu režiséra Jana Svěráka z roku 2001.
V roce 2014 nahrál Miroslav Paleček album Ježkárny, jehož je tato píseň součástí.